# Những con ngựa xanh trên thảm cỏ đỏ
Những con ngựa xanh trên thảm cỏ đỏ (tiếng Nga: Синие кони на красной траве) là một vở kịch về Lenin của nhà viết kịch Mikhail Shatrov, ra đời năm 1979.

## Nội dung
Vở kịch kể về một ngày làm việc của Lenin trên cương vị đứng đầu Nhà nước Soviet non trẻ với bao bận rộn, lo toan.

### Nhân vật
- Vladimir Ilyich Lenin
- Nadezhda Krupskaya